# Eyüp Can
Eyüp Can, född den 3 augusti 1964 i Konya, Turkiet, är en turkisk boxare som tog OS-brons i flugviktsboxning 1984 i Los Angeles. I semifinalen förlorade han mot Steve McCrory från USA.